# Bryne FK
Bryne Fotballklubb – norweski klub piłkarski z miasta Bryne. Założony w 1926, gra w Eliteserien.

## Sukcesy
- Eliteserien
  - wicemistrzostwo (2): 1980, 1982;
- Puchar Norwegii w piłce nożnej
  - zwycięstwo (1): 1987
  - finał (1): 2001

## Europejskie puchary
Legenda do wszystkich tabel:
- Q – runda eliminacyjna, 1/16, 1/8, 1/4, 1/2 – odpowiednia faza rozgrywek, Grupa – runda grupowa, 1r gr – pierwsza runda grupowa, 2r gr – druga runda grupowa, F – finał, R – runda, PO – play-off
- k. – rzuty karne, los. – losowanie, Dogr. – dogrywka, w. – zasada bramek strzelonych na wyjeździe

| Sezon   | Rozgrywki                 | Runda | Klub                           | Dom | Wyjazd | Ogólnie |
| ------- | ------------------------- | ----- | ------------------------------ | --- | ------ | ------- |
| 1981/82 | Puchar UEFA               | 1R    | KFC Winterslag                 | 0–2 | 2–1    | 2–3     |
| 1983/84 | Puchar UEFA               | 1R    | RSC Anderlecht                 | 0–3 | 1–1    | 1–4     |
| 1988/89 | Puchar Zdobywców Pucharów | 1Q    | Békéscsabai Előre Spartacus SC | 0–3 | 2–1    | 2–4     |